# L'antenato (film 1936)
L'antenato è un film del 1936 diretto da Guido Brignone, tratto dall'omonima commedia teatrale di Carlo Veneziani.

## Trama
Il fantasma di un nobile cerca di porre rimedio ai problemi economici di un suo discendente che vive nel castello di famiglia senza il becco di un quattrino.
Il matrimonio con una ricca ereditiera potrebbe risolvere tutto se non fosse per la presenza ingombrante di un'altra donna.

## Produzione
Con il soggetto tratto dalla commedia omonima di Carlo Veneziani, prodotto dalla ASTRA Film S.A. di Cariddi Oreste Barbieri, al suo primo film, la pellicola venne girata presso gli studi SAFA Palatino di Roma, per uscire nelle sale, in prima proiezione il 12 settembre 1936.